# لشکر هفتم پیاده‌نظام (لهستان)
لشکر ۷ پیاده‌نظام لهستان (به لهستانی: 7. Dywizja Piechoty) نامی است که در طول تاریخ نیروی زمینی لهستان به چندین واحد اعطا گشته‌است.

## جمهوری دوم لهستان
لشکر ۷ پیاده‌نظام اولین بار در ۱۹ مه ۱۹۱۹ در نزدیکی چستوهووا تأسیس گشت. در آن مقطع این لشکر شامل دو تیپ و چهار هنگ پیاده‌نظام و دو تیپ توپخانه بود. در سال ۱۹۱۹ و طی جنگ لهستان و اوکراین این لشکر جزئی از واحدهای لهستانی بود که دفاع از مرزهای کشور را به عهده داشتند. در دوران جنگ لهستان-شوروی سه تیپ دیگر برای تقویت این لشکر ایجاد شدند و لشکر ۷ به عنوان جزئی از سپاه سوم لهستان در نبرد نمان شرکت داشت.
پس از پایان جنگ نیروهای این لشکر در پادگان‌های گوناگونی در غرب لهستان مانند چستوهووا، پیوترکوف تربونالسکی، لوبلینگتس و ووچ پخش شدند. در سال ۱۹۲۱ سازمان این لشکر مورد بازنگری قرار گرفت: دو تیپ آن منحل شدند و یک هنگ به لشکر ۲۳ پیاده‌نظام لهستان منتقل گشت.

## تهاجم آلمان به لهستان

سربازان لشکر ۷ پیاده‌نظام ارتش میهنی در طول عملیات تندباد.

در اواسط سال ۱۹۳۹ لشکر هفتم پیاده‌نظام به موجب آنچه در برنامه غرب مقرر گشته بود به سپاه کراکوف پیوست تا از جنوب‌غربی لهستان دفاع نماید. این لشکر که یک گردان از نیروهای دفاع ملی لهستان نیز برای کمک به آن ملحق شده بودند وظیفه داشت تا در شمال نیروهای سپاه ووچ از یک خط ۴۰ کیلومتری در مرز آلمان و لهستان، مابین لوبلینگتس و شپیتسه دفاع نماید. در شب اول جنگ نیروهای این لشکر به واسطه پیشروی سریع زره‌پوش‌های آلمانی مجبور به عقب‌نشینی به سمت چستوهووا شدند که در این میان یک جوخه سواره‌نظام به صورت کامل نابود شد. در روز ۲ سپتامبر درگیری‌های شدیدی پیرامون چستوهووا رخ داد و به دستور فرمانده سپاه کراکوف، ژنرال آنتونی سیلینگ نیروهای لشکر ۷ شبانه به سمت للوو عقب نشستند. در روز ۳ سپتامبر یک هنگ از این لشکر مورد حمله نیروهای آلمانی قرار گرفت که ضمن تحمل تلفات بسیار سنگین توانست ۵۰ تانک و خودرو آلمانی را از میان ببرد. در بعد از ظهر همین روز نیروهای لشکر هفتم سعی نمودند تا با پشیبانی توپخانه از محاصره رهایی یابند که علی‌رغم موفقیت اولیه، توسط نیروهای آلمانی پس زده شدند. در عصر بار دیگر نیروهای باقی‌مانده لشکر برای شکست خط محاصره سعی نمودند که نفراتی از یک هنگ و تعدادی سواره‌نظام توانستند در ۵ سپتامبر خود را به کیلتس برسانند. باقی نیروهای لشکر ۷ که تلفات سنگینی را متحمل شده بودند و دیگر توانی برای نبرد نداشتند در بعد از ظهر ۴ سپتامبر خود را تسلیم نیروهای آلمانی کردند.

## جنگ جهانی دوم و پس از آن
با انعقاد پیمان سیکورسکی-مایسکی، در فوریه سال ۱۹۴۱ لشکر ۷ پیاده‌نظام در شوروی و به عنوان جزئی از ارتش آندرس دوباره ایجاد شد اما در هنگام حضور در ایران منحل گشت و نیروهایش به لشکر ۶ پیوستند.
در سال ۱۹۴۴ و با آغاز عملیات تندباد لشکر هفتم بار دیگر توسط ارتش میهنی با استعداد دو هنگ پیاده‌نظام ایجاد گشت و نیروهای آن در درگیری‌های سنگینی علیه نازی‌ها شرکت داشتند. پس از سیطره شوروی بر لهستان بسیاری از این سربازان علی‌رغم وجود خطر دستگیری توسط ان‌کاوه‌ده به زندگی مخفی بازگشتند. (بنگرید به سربازان نفرین‌شده.)
در همین ایام و تحت نظارت شوروی یک لشکر با شماره ۷ پیاده‌نظام در لوبلین برای ارتش خلق لهستان ایجاد شد. این لشکر که هنوز تجهیزات و تعلیمات کافی را دریافت ننموده بود به سپاه دوم لهستان ملحق گشت و در عبور از رود لوسیشن نایسه تلقات بسیار سنگینی را متحمل گشت.
پس از جنگ این لشکر در مرزهای غربی لهستان مستقر شد و در سال ۱۹۵۶ نام آن به لشکر ۲ مکانیزه ورشو تغییر پیدا کرد.